# Ludmila Engquist
Ludmila Viktorovna Engquist-Leonova (Russisch: Людмила Викторовна Нарожиленко-Леонова) (Tsjeljabinsk, 21 april 1964), is een Russisch-Zweedse oud-hordeloopster. Ze won tijdens de wereldkampioenschappen twee keer een gouden medaille op het onderdeel 100 m horden. Op de WK van 1991 won ze goud voor de Sovjet-Unie onder de naam: Ludmila Narozhilenko) en voor Zweden op de WK van 1997 in Athene.

## Loopbaan
Net voor de Olympische Spelen van 1996 kreeg Engquist-Leonova de Zweedse nationaliteit. Op deze Spelen in Atlanta ging ze met goud naar huis. Ze was hiermee de eerste Zweedse olympische kampioene. Voor haar overwinning op de WK in 1997, Athene, kreeg zij de Svenska Dagbladet Gold Medal, en was daarmee de eerste niet-geboren Zweedse die deze eer werd toebedeeld.
In 1999 werd bij Engquist de diagnose gesteld, dat ze borstkanker had. Na een operatie stopte ze de chemotherapie na vier behandelingen. Ze wilde niet, dat de medicijnen haar carrière zouden beïnvloeden.
Na een succesvolle carrière wilde ze de eerste vrouw zijn, die op zowel Olympische Zomer- als Winterspelen olympisch kampioene werd. Ze deed daardoor mee in de tweepersoons bobslee op de Olympische Winterspelen van 2002, maar ze werd geweerd uit de competitie wegens het gebruik van verboden middelen (voor de tweede keer in haar carrière). De eerste keer werd ze in februari 1993 betrapt op doping en door de IAAF geschorst tot en met december 1995.
Engquist trouwde met Johan Engquist en werd moeder.

## Persoonlijke records
Outdoor
| Onderdeel    | Prestatie         | Datum        | Plaats  |
| ------------ | ----------------- | ------------ | ------- |
| 100 m horden | 12,26 s (Rus. NR) | 6 juni 1992  | Sevilla |
| 100 m horden | 12,47 s (NR)      | 29 juli 1996 | Atlanta |

Indoor
| Onderdeel    | Prestatie                | Datum            | Plaats       |
| ------------ | ------------------------ | ---------------- | ------------ |
| 50 m horden  | 6,65 s (Rus. NR)         | 7 februari 1993  | Grenoble     |
| 60 m horden  | 7,69 s (ex-WR) (Rus. NR) | 4 februari 1990  | Tsjeljabinsk |
| 100 m horden | 12,64 s                  | 10 februari 1997 | Tampere      |

## Palmares

### 60 m horden
- 1989:  EK indoor in Den Haag – 7,94 s
- 1990:  EK indoor in Glasgow – 7,74 s
- 1991:  WK indoor in Sevilla – 7,88 s
- 1992:  EK indoor in Genua – 7,82 s

### 100 m horden
Kampioenschappen
- 1990: 5e EK in Split – 12,97 s
- 1991:  WK – 12,59 s
- 1996:  OS – 12,58 s
- 1997:  WK – 12,50 s
- 1999:  WK – 12,47 s

Podiumplekken Golden League
- 1999:  Herculis – 12,67 s
- 1999:  Weltklasse Zürich – 12,66 s

1983: Bettine Jahn ·
1987: Ginka Zagorcheva ·
1991: Ludmila Narozhilenko ·
1993: Gail Devers ·
1995: Gail Devers ·
1997: Ludmila Engquist ·
1999: Gail Devers ·
2001: Anjanette Kirkland ·
2003: Perdita Felicien ·
2005: Michelle Perry ·
2007: Michelle Perry ·
2009: Brigitte Foster-Hylton ·
2011: Sally Pearson ·
2013: Brianna Rollins ·
2015: Danielle Williams ·
2017: Sally Pearson ·
2019: Nia Ali ·
2022: Tobi Amusan ·
2023: Danielle Williams
1972: Annelie Ehrhardt ·
1976: Johanna Schaller ·
1980: Vera Komisova ·
1984: Benita Fitzgerald-Brown ·
1988: Jordanka Donkova ·
1992: Voula Patoulidou ·
1996: Ludmila Engquist ·
2000: Olga Sjisjigina ·
2004: Joanna Hayes ·
2008: Dawn Harper ·
2012: Sally Pearson ·
2016: Brianna Rollins ·
2020: Jasmine Camacho-Quinn ·
2024: Masai Russell